# Чиримидо
Чиримидо (итал. Cirimido) је насеље у Италији у округу Комо, региону Ломбардија.
Према процени из 2011. у насељу је живело 2028 становника. Насеље се налази на надморској висини од 293 м.

## Становништво
Према резултатима пописа становништва 2011. у општини је живело 2.109 становника.
| 1936. | 1951. | 1961. | 1971. | 1981. | 1991. | 2001. | 2011. |
| ----- | ----- | ----- | ----- | ----- | ----- | ----- | ----- |
| 1.347 | 1.439 | 1.502 | 1.573 | 1.737 | 1.844 | 1.914 | 2.109 |